# Big Machine Records
A Big Machine Records é uma gravadora subsidiária da  HYBE America. Ela foi fundada em 2005 pelo criador da DreamWorks Records, Scott Borchetta, em uma parceria entre ele e Toby Keith. De início, era uma empresa especializada em música country; no entanto, com o lançamento do quinto álbum de Taylor Swift, o "1989", e o contrato firmado com outros artistas de música pop transformaram-na em uma editora sem um gênero exclusivo.

## Controvérsias

### Catálogo do Spotify
Logo após Taylor Swift e Big Machine retirarem o catálogo do Spotify, em novembro de 2014, o serviço de streaming lançou uma campanha nas mídias sociais a fim de persuadir Swift a retornar e, por intermédio de um comunicado no site oficial da empresa, foi informado que mais de 16 milhões de usuários haviam reproduzido as suas canções em um período de 30 dias.
Em meados de novembro de 2014, Borchetta contestou os dados divulgados pelo Spotify, que afirmavam que Swift receberia US$ 6 milhões anualmente da plataforma. Segundo o empresário, numa entrevista à revista Time, Swift havia recebido um total de US$ 500 000 nos 12 meses anteriores. O Spotify respondeu a Borchetta, esclarecendo que Swift havia recebido US$ 2 milhões por streamings globais durante o período de um ano. A empresa explicou, ainda: "Nós pagamos à gravadora e à editora de Taylor Swift cerca de meio milhão de dólares no mês anterior". De acordo com Borchetta, a quantia que Swift ganhou por transmitir os seus videoclipes na Vevo foi maior do que o pagamento recebido pelo Spotify.
Posteriormente, Borchetta esclareceu, numa entrevista de 2015, que o catálogo de Swift seria liberado numa plataforma que "entendesse as diferentes necessidades que Swift e a Big Machine têm", sendo "possível escolher materiais livres ou patrocinados". Borchetta argumentou, à época, que a obra musical de Swift era "indiscutivelmente o catálogo atual mais importante" e afirmou que a questão de "liberação individualmente compete a cada artista". Em junho de 2017, o catálogo de Taylor Swift retornou ao Spotify.

### Saída deTaylor Swift
Em agosto de 2018, a artista Taylor Swift dava indícios de que estaria em dúvidas se renovaria ou não contrato musical com a Big Machine Records, que terminaria.
No início de novembro de 2018, foi confirmado que a cantora e compositora Taylor Swift não havia renovado contrato com a Big Machine Records.
Em 19 de novembro de 2018, apenas poucos dias após o término oficial do seu contrato musical com a Big Machine Records, a Swift anunciou oficialmente que assinou um novo contrato com a gravadora Republic Records.
Em novembro de 2020, a Swift adquire oficialmente e legalmente o direito de regravar os seus cinco primeiros álbuns lançados pelo selo da Big Machine Records, que são em ordem: Taylor Swift, de 2006, Fearless, de 2008, Speak Now, de 2010, Red, de 2012 e 1989, de 2014. O álbum Reputation, lançado em 2017 e pela Big Machine Records, também estava na briga judicial, mas só poderá ser regravado em 2022 (quando completa cinco anos de lançamento), por conta da data de estreia.

### Aquisição da empresa por Scooter Braun
Em 30 de junho de 2019, a publicação norte-americana Billboard divulgou a compra da Big Machine Records pelo empresário Scooter Braun, membro da Ithaca Holdings. Segundo a revista, houve um acordo de US$ 300 milhões, incluindo as operações de publicação musical, que dará início a uma outra gravadora musical independente. Brochetta, proprietário da gravadora, adentrará a Itchada Holdings como acionista minoritário.
A cantora e compositora Taylor Swift, responsável pelo catálogo musical principal da empresa, demonstrou-se consternada com a decisão. Em uma carta-aberta publicada no Tumblr, a cantora escreveu: "Este é o meu pior cenário. Quando deixei os meus direitos musicais para trás, nas mãos de Brochetta, estava ciente de que, eventualmente, ele poderia vendê-los. No entanto, nem mesmo nos meus piores pesadelos imaginei que o comprador seria Scooter Braun. Meu legado musical está prestes a ir para as mãos de alguém que tentou desmantelá-lo", dizia um trecho da carta-aberta publicada.

## Artistas ativos na Big Machine
- Cassadee Pope
- Garth Brooks
- Kate & Kacey Coppola
- Adam Gregory
- Jack Ingram
- Taylor Swift
- Sunny Sweeney
- Trisha Yearwood
- Laura Marano

## Artistas ativos na Valory
- Emerson Drive
- Jewel
- Reba McEntire
- Justin Moore
- Jimmy Wayne